# Phytocoris eximius
Phytocoris eximius är en insektsart som beskrevs av Reuter 1876. Phytocoris eximius ingår i släktet Phytocoris och familjen ängsskinnbaggar. Inga underarter finns listade i Catalogue of Life.